# Сан-Лоренцо-Нуово
Сан-Лоренцо-Нуово (итал. San Lorenzo Nuovo) — коммуна в Италии, располагается в регионе Лацио, подчиняется административному центру Витербо.
Население составляет 2067 человек (на 2001 г.), плотность населения составляет 73,82 чел./км². Занимает площадь 28 км². Почтовый индекс — 01020. Телефонный код — 0763.
Покровителем коммуны почитается святой Лаврентий. Праздник ежегодно празднуется 10 августа.